# Tribeč
Les monts Tribeč (prononciation slovaque : [ˈtribɛt͡ʃ]) sont un massif montagneux de l’ouest de la Slovaquie qui fait partie des Carpates occidentales.

## Situation
Les monts Tribeč ont une forme triangulaire et sont délimités au sud par les plaines du Danube, au nord-ouest par la vallée de la Nitra et à l’est par les monts Vtáčnik et Pohronský Inovec.

## Principaux sommets

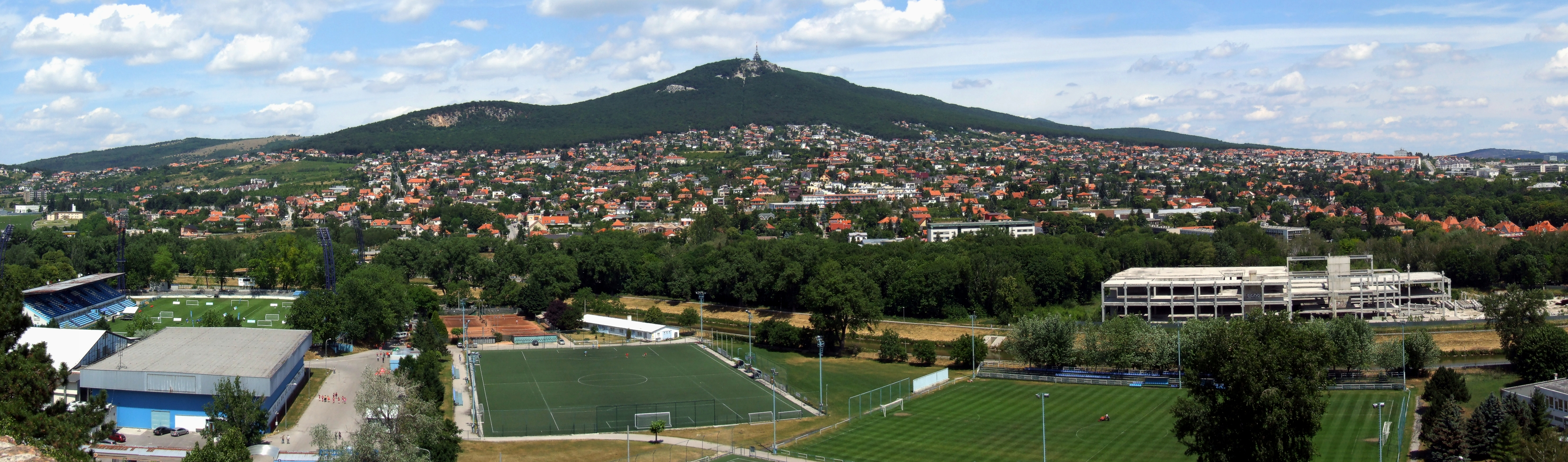
Le mont Zobor, au sud du massif, surplombant Nitra.

| #   | Sommet        | Hauteur (m) | Coordonnées                        | Accès      |
| --- | ------------- | ----------- | ---------------------------------- | ---------- |
| 1.  | Veľký Tribeč  | 830         | 48° 28′ 10″ N, 18° 14′ 23″ E       |            |
| 2.  | Sokolec       | 799         | 48° 31′ 16″ N, 18° 32′ 40″ E       | non balisé |
| 3.  | Malý Tribeč   | 769         | 48° 28′ 30″ N, 18° 15′ 02″ E       |            |
| 4.  | Veľká Ostrá   | 745         | 48° 32′ 39″ N, 18° 29′ 20″ E       | non balisé |
| 5.  | Hrubý vrch    | 735         | 48° 33′ 07″ N, 18° 28′ 52″ E       | non balisé |
| 6.  | Javorový vrch | 731         | 48° 29′ 45″ N, 18° 18′ 34″ E       |            |
| 7.  | Lámaniny      | 730         | 48° 30′ 33″ N, 18° 31′ 14″ E       | non balisé |
| 8.  | Brezov vrch   | 722         | 48° 29′ 49″ N, 18° 31′ 05″ E       | non balisé |
| 9.  | Medvedí vrch  | 719         | 48° 29′ 11″ N, 18° 15′ 42″ E       |            |
| 10. | Rázdiel       | 687         | 48° 31′ 42″ N, 18° 27′ 00″ E       | non balisé |
| 11. | Koreňová      | 639         | 48° 29′ 23″ N, 18° 20′ 14″ E       |            |
| 12. | Kamenné vráta | 618         | 48° 28′ 45″ N, 18° 17′ 12″ E       | non balisé |
| 13. | Žibrica       | 617         | 48° 22′ 03″ N, 18° 09′ 06″ E       |            |
| 14. | Papaj vrch    | 616         | 48° 31′ 13″ N, 18° 28′ 00″ E       | non balisé |
| 15. | Veľký Vracov  | 609         | 48° 33′ 32″ N, 18° 26′ 08″ E       | non balisé |
| 16. | Zobor         | 587         | 48° 20′ 47,02″ N, 18° 06′ 31,12″ E |            |
| 17. | Osečný vrch   | 551         | 48° 35′ 46,17″ N, 18° 23′ 18,41″ E | non balisé |

## Dans la culture populaire
Le roman Trhlina, un thriller slovaque de Jozef Karika, ainsi que son adaptation en film, se déroule dans les monts Tribeč.